# (4797) Ako
(4797) Ako est un astéroïde de la ceinture principale.

## Description
(4797) Ako est un astéroïde de la ceinture principale. Il fut découvert le 30 septembre 1989 à Minami-Oda par Toshiro Nomura et Koyo Kawanishi. Il présente une orbite caractérisée par un demi-grand axe de 2,41 UA, une excentricité de 0,18 et une inclinaison de 1,8° par rapport à l'écliptique.

## Compléments